# Молчание Лорны
«Молчание Лорны» (фр. Le Silence de Lorna) — кинофильм братьев Жан-Пьера и Люка Дарденнов, снятый в 2008 году.

## Сюжет
Лорна (Арта Доброши) — албанская девушка, вступившая в фиктивный брак с наркоманом Клоди (Жереми Ренье) ради получения бельгийского гражданства. Этим «брачным бизнесом» заправляет некто Фабио (Фабрицио Ронгионе), уже договорившийся, что следующим клиентом будет русский по имени Андрей (Антон Яковлев), который женится на Лорне после смерти Клоди. Для ускорения дела они планируют избавиться от наркомана, однако Лорна не хочет его убивать и предлагает развестись, тем более что Клоди изо всех сил старается «завязать». В один день она вступает с ним в связь, чтобы помочь ему преодолеть наркотическую ломку. Однако правила игры менять нельзя, и Клоди всё равно «погибает». Всё становится ещё сложнее, когда Лорна узнаёт, что забеременела от Клоди.

## В ролях
- Арта Доброши — Лорна
- Жереми Ренье — Клоди Моро
- Фабрицио Ронгионе — Фабио
- Албан Укай — Сокол
- Морган Маренн — Спиру
- Оливье Гурме — инспектор
- Антон Яковлев — Андрей
- Григорий Мануков — Костя
- Мирей Байи — Моник Собель

## Награды и номинации
Награды
- 2008 — Каннский кинофестиваль
  - Лучший сценарий — Братья Дарденн

Номинации
- 2008 — Каннский кинофестиваль
  - Золотая пальмовая ветвь — Братья Дарденн
- 2009 — Премия «Сезар»
  - Лучший зарубежный фильм — Братья Дарденн
- 2008 — Премия European Film Awards
  - Лучшая актриса — Арта Доброши